# Dia internacional contra la mutilació genital femenina
El Dia internacional contra la mutilació genital femenina se celebra cada 6 de febrer, segons l'Organització Mundial de la Salut (OMS).
Se celebra cada any per sensibilitzar el públic sobre aquesta pràctica. La mutilació genital femenina (MGF), del tipus que sigui, es considera una pràctica nociva i una violació dels drets humans de les nenes i les dones. L'OMS s'ha compromès a eliminar la mutilació genital femenina en el termini d'una generació, i a aquest efecte realitza activitats de divulgació, investigació i orientació dirigides als professionals de la salut i els sistemes de salut.
Es consideren mutilacions genitals femenines tots els procediments que comportin l'ablació parcial o total dels genitals externs femenins o la lesió dels òrgans genitals femenins que no responguin a raons mèdiques. La mutilació genital femenina no té beneficis coneguts per a la salut. Més aviat, s'associa a una sèrie de riscos a curt i llarg termini per a la salut física, mental i sexual, i per al benestar. La mutilació genital femenina afecta al voltant de 140 milions de nenes i dones, i cada any més de 3 milions de nenes corren risc de patir-la.
La MGF és una pràctica mil·lenària de control sobre el cos i la sexualitat de les dones que depèn més de les ètnies practicants que no pas del país d'origen. Cap creença religiosa la subscriu, tot i que hi ha persones que poden adduir aquesta premissa per tal de justificar-la.

## A Catalunya
Catalunya compta amb un sistema pioner, exemple de bona pràctica a nivell internacional, que es vehicula a través del Protocol d'actuacions per prevenir la mutilació genital femenina i que implica diversos departaments de la Generalitat de Catalunya. De fet, la tasca de coordinació s'amplia als ens locals gràcies a la progressiva proliferació de taules municipals i comarcals que permeten posar en comú els casos i actuar davant possibles sospites. El 2013 n'hi havia una setantena d'actives al territori.
Des del 2002, la feina de prevenció s'articula per mitjà del Grup de treball per a l'abordatge de la MGF que s'inscriu dins de la Comissió nacional per a una intervenció coordinada contra la violència masclista, dues iniciatives promogudes pel Departament de Benestar Social i Família. Dins del Grup de treball hi participen:
- Departament de la Presidència (Agència Catalana de Cooperació al Desenvolupament)
- Departament de Governació i Relacions Institucionals (Direcció General d'Afers Religiosos)
- Departament d'Ensenyament
- Departament de Salut (Agència de Salut Pública de Catalunya)
- Departament d'Interior
- Departament de Benestar Social i Família (Direcció General per a la Immigració, Institut Català de les Dones, Direcció General d'Atenció a la Infància i l'Adolescència, i Secretaria de Família)
- Associació Catalana de Llevadores
- Consell Nacional de Dones de Catalunya
- Consell de Col·legis de Metges de Catalunya
- Circuit Barcelona contra la violència vers les dones

Segons fonts de la Generalitat, el febrer de 2013 no hi havia constància de l'exercici d'aquest tipus d'agressió contra les dones en territori català. De fet, es concentra als països d'origen aprofitant viatges curts o estades per vacances. D'aquí la importància d'una actuació preventiva ferma que inclogui el coneixement del viatge amb antelació, el compromís per escrit del pare i de la mare que no es practicarà cap mena de mutilació a la menor i les revisions ginecològiques a pediatria. Gràcies a modificacions del Codi Penal i de la Llei Orgànica del Poder Judicial, la MGF es pot perseguir i castigar encara que s'hagi practicat fora de les fronteres.